# Dozmat
Dozmat è un comune dell'Ungheria di 179 abitanti (dati 2001). È situato nella contea di Vas.